# Clibanornis
Clibanornis är ett fågelsläkte i familjen ugnfåglar inom ordningen tättingar. Släktet omfattar fem arter med utbredning från Mexiko till Peru och norra Amazonområdet i Brasilien:
- Svavelögd lövletare (C. rectirostris)
- Bambukrypare (C. dendrocolaptoides)
- Hennahuvad lövletare (C. erythrocephalus)
- Rödbrun lövletare (C. rubiginosus)
- Santamartalövletare (C. rufipectus)

Tidigare placerades rectirostris och erythrocephalus i det egna släktet Hylocryptus, medan rubiginosus och rufipectus fördes till Automolus.